# Оман на летних Паралимпийских играх 2020
Оман на летних Паралимпийских играх 2020, прошедших в Токио 24 августа — 5 сентября 2021 года, был представлен тремя спортсменами в лёгкой атлетике. По итогам Паралимпиады команда завоевала одну бронзовую медаль.

## Медали
| Бронза |                      |                                               |         |
| №      | Спортсмены           | Вид спорта (дисциплина)                       | Дата    |
| 1      | Мохаммед аль-Машайхи | Лёгкая атлетика (мужчины, толкание ядра, F32) | 31 июля |

## Лёгкая атлетика
| Спортсмен            | Дисциплина                   | Квалификация | Квалификация | Финал     | Финал     |
| Спортсмен            | Дисциплина                   | Результат    | Место        | Результат | Место     |
| -------------------- | ---------------------------- | ------------ | ------------ | --------- | --------- |
| Мохаммед аль-Машайхи | Мужчины, ядро, F32           | н/д          | н/д          | 10.84     | 3         |
| Мохаммед аль-Машайхи | Мужчины, метание кегли, F32  | н/д          | н/д          | 30.59     | 9         |
| Таха аль-Харраси     | Мужчины, 100 м, T36          | 12.80        | 5            | Не прошёл | Не прошёл |
| Таха аль-Харраси     | Мужчины, прыжки в длину, T36 | н/д          | н/д          | 4.24      | 9         |
| Иман Тайсир Сарбох   | Женщины, ядро, F34           | н/д          | н/д          | 5.17      | 11        |